# Iglesia del Pueblo Guanche

Symbol för gudinnan Tanit används också som en symbol för Iglesia del Pueblo Guanche.

Iglesia del Pueblo Guanche (spanska: Guancherfolkets kyrka) är en religiös organisation som grundades 2001 i staden San Cristóbal de La Laguna (Teneriffa, Kanarieöarna, Spanien), i syfte att rädda och sprida den förkristna religion praktiserad av guancherna,  ögruppens ursprungsbefolkning.
Samfundet grundades av en grupp kanariska anhängare till gudinnan Chaxiraxi. Iglesia del Pueblo Guanches medlemmar genomför dop och bröllop i enlighet med Guancher-traditionen. År 2002 hölls bröllop på ön Teneriffa enligt vad som uppgavs vara en guancher-ritual, något som inte förekommit sedan den spanska erövringen av Kanarieöarna på 1400-talet.
Iglesia del Pueblo Guanche liknar andra nyhedniska rörelser som hellenismen och asatron. År 2008 uppskattades religionen ha omkring 300 anhängare.

## Särdrag
Samfundet vill religiöst och andligt knyta an till Kanarieöarnas urinvånare guancherna. Dess främste representant Guadameñe Arguma Anez' Ram n Yghaesen har formulerat sig på följande sätt:
"Guancerfolkets kyrka har som ett av sina främsta mål att rädda och förnya våra förfäders religion, vilket inbegriper dess gudomligheter, ritualer och värderingar, anpassade till nutidens kanariska behov."
På så sätt strävar Samfundet efter att moraliskt, religiöst, andligt och materiellt återskapa vad det uppfattar som moderlandet eller den kanariska nationen — grundad på en historisk, social, etnisk och territoriell enhet för Kanarieöarna.
Samfundet har kopplingar till separatistorganisationer som  Movimiento por la Autodeterminación e Independencia del Archipiélago Canario (MPAIAC).

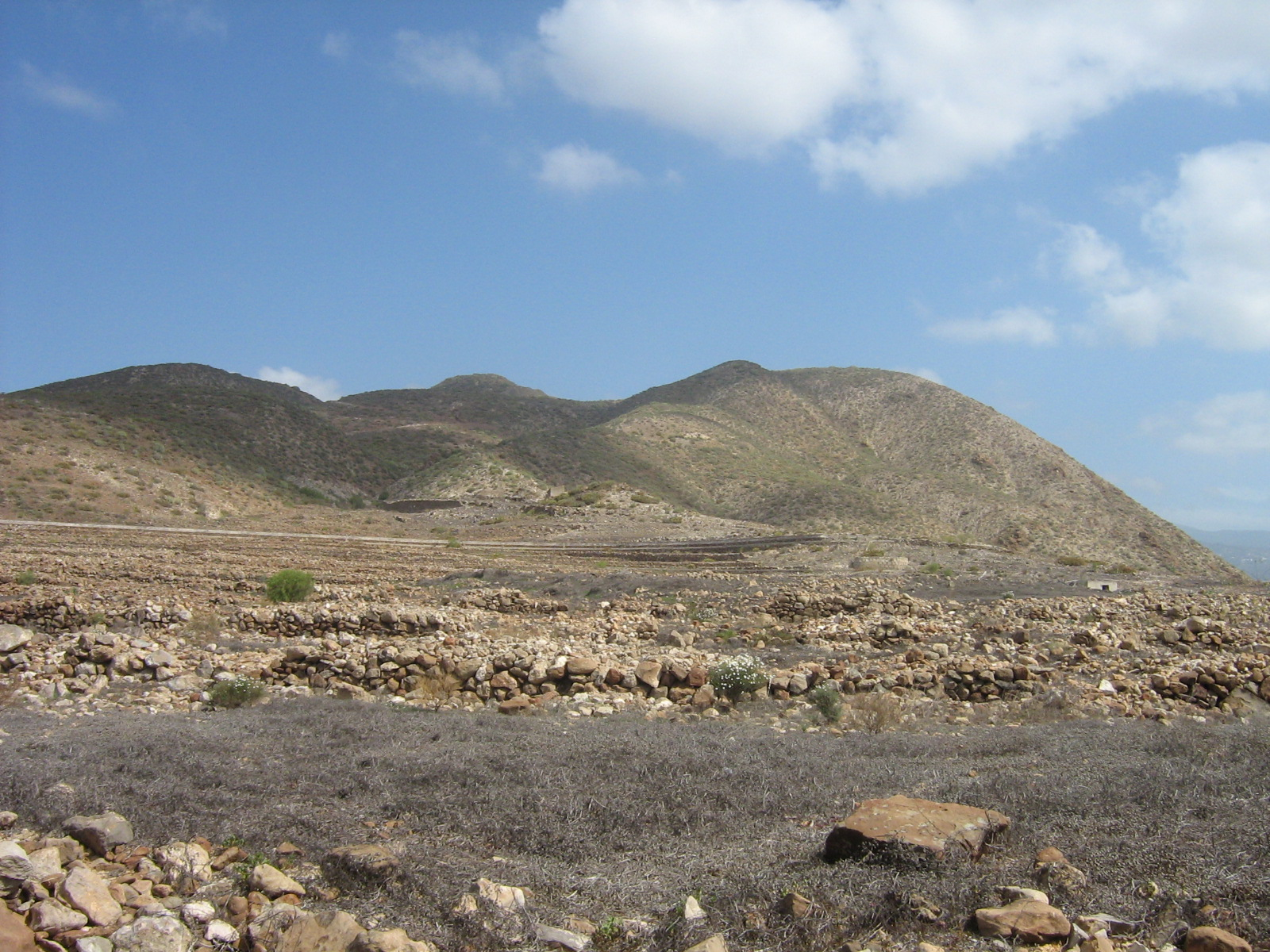
Montaña de Guaza i södra Teneriffa, en plats som anses helig av sina medlemmar i Iglesia del Pueblo Guanche.

Samfundet ser som sin uppgift att dyrka och sprida tron av den universella Modergudinnan, som på Kanarieöarna antagit namnet Chaxiraxi — som av den katolska kyrkan identifierats med ögruppens skyddshelgon, Jungfrun av Candelaria. Man bekänner sig således till en tro, som strävar efter mänsklighetens återskapande genom ”Modergudinnan”. Man betraktar även det förflutna som ett sätt, att stärka den kanariska identiteten.
Denna religion företräder en form av nyhedendom, som har strukturella samband med alla modergudinnekulter på många platser i världen. Samfundet påminner om många rörelser grundade i andra länder, som gör anspråk på att återskapa den gamla hedniska religionen, exempelvis dodekateismen i Grekland och modern asatro i de nordiska länderna.
Samfundet definierar sig som "vidmakthållandet av den guanchiska mytologin, eftersom det har en liknande trosstruktur. Enligt dess anhängare har dyrkan av ”Modergudinnan” antagit olika former på flera platser. På Kanarieöarna går hon under namnet Chaxiraxi ("Himlens upprätthållerska"). Samfundet har samarbeten med andra nyhedniska rörelser, särskilt sådana som dyrkar ”Modergudinnan”. Därför har man också tagit till sig symboler, som står för ”Modergudinnan”, från andra religioner.